# Passaporte cubano
Passaportes cubanos são emitidos para facilitar as saídas internacionais de cidadãos de Cuba. São válidos por 6 anos a partir da data de emissão, mas devem ser renovados a cada 2 anos.
O custo é de cerca de 420 dólares americanos a cada dois anos quando se vive nos Estados Unidos.
Até janeiro de 2013, o governo cubano exigia que qualquer pessoa que pretendesse deixar o país teria que obter uma permissão de saída. Esta exigência foi abandonada em 14 de janeiro de 2013. A abolição da odiada exigência levou a longas filas nos escritórios de passaportes repletos de cidadãos que desejavam viajar legalmente para o exterior; no entanto, as filas foram parcialmente atribuídas ao fato de que o custo de obtenção de um passaporte iria dobrar no dia seguinte para o equivalente a 100 dólares dos Estados Unidos. Atualmente, o passaporte é o único documento necessário para deixar o país, além de um visto do país de destino. Anteriormente, o custo de um passaporte, a autorização de saída e documentos associados somavam cerca de 300 dólares, 15 vezes o salário médio mensal de Estado.

## Itens de segurança
Além de fibras coloridas em todas as páginas comuns, os passaportes cubanos apresentam uma marca da bandeira cubana em reação aos raios UV e as palavras "República de Cuba" (República de Cuba, em espanhol) no capa.

## Galeria de passaportes

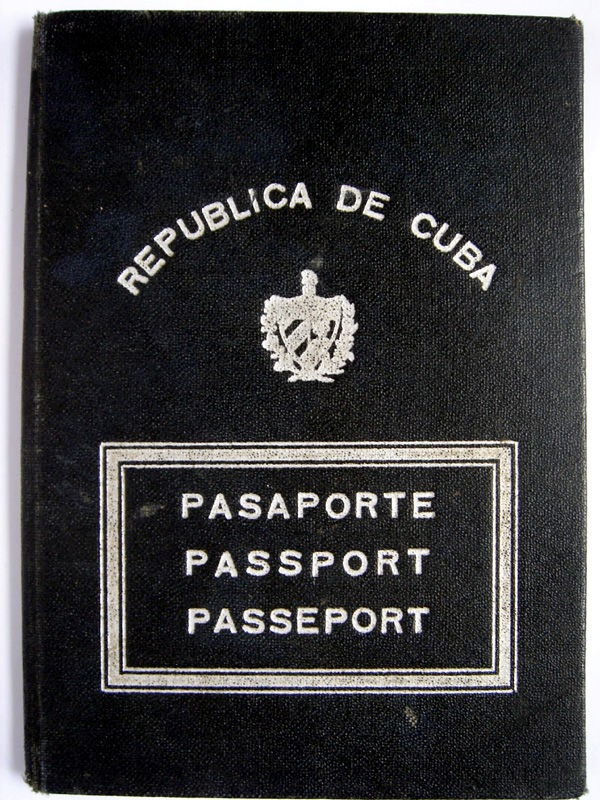
Antigo modelo do passaporte cubano, emitido em 1942
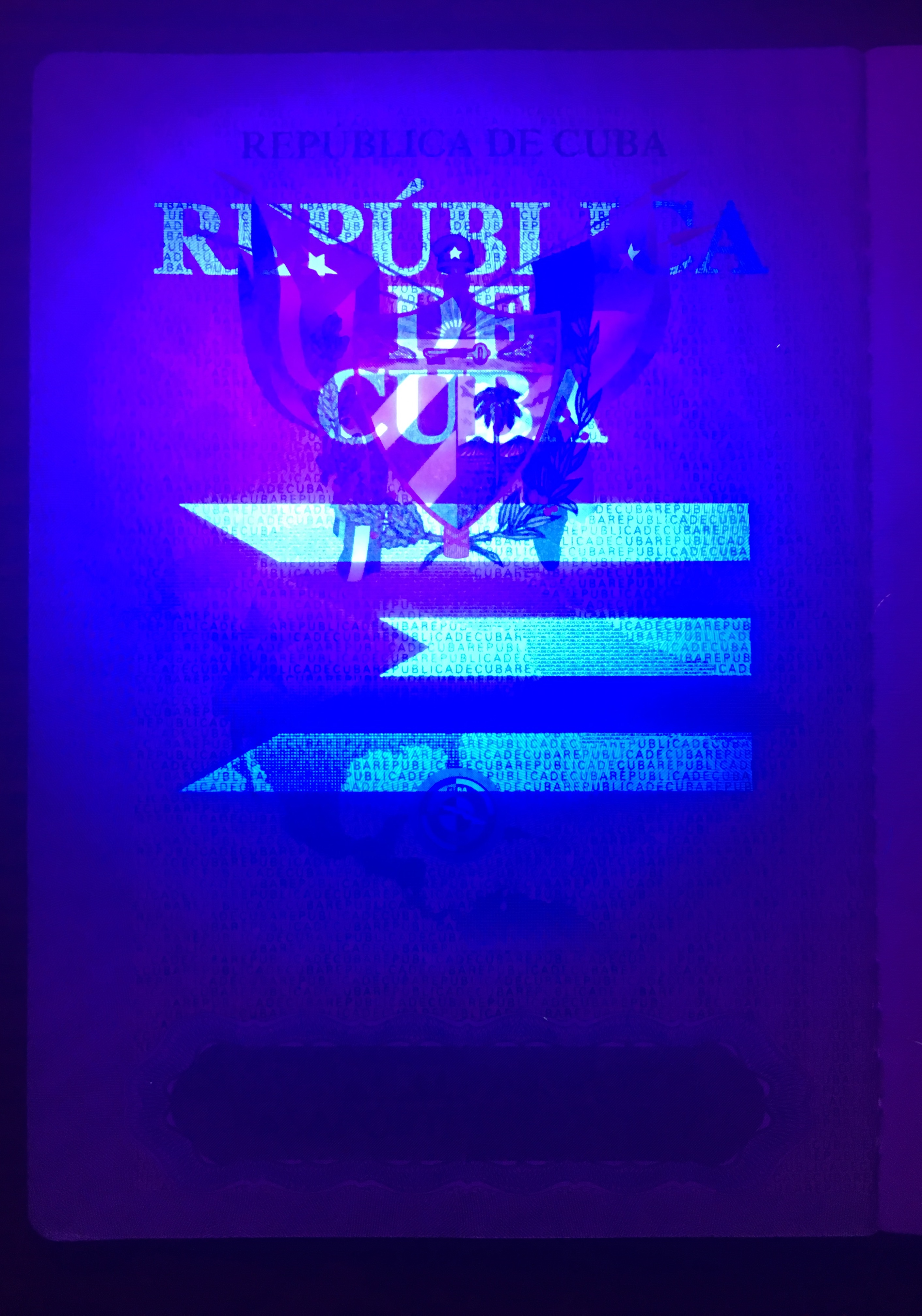
Reação da capa aos raios UV
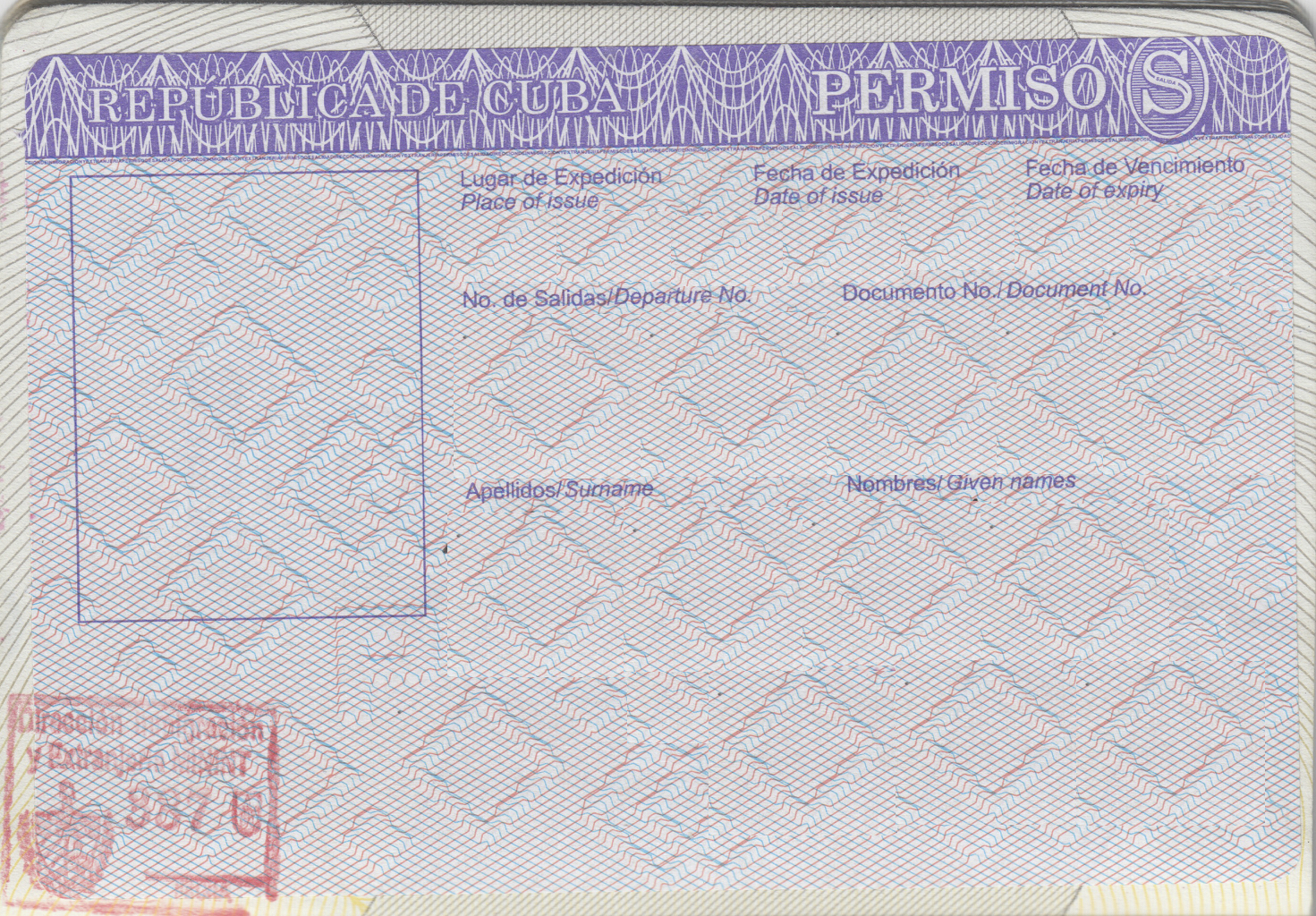
Antiga permissão de saída estampada no passaporte cubano